# Halowe Mistrzostwa Europy w Lekkoatletyce 1986 – bieg na 200 m kobiet
Bieg na 200 metrów kobiet – jedna z konkurencji biegowych rozgrywanych podczas halowych lekkoatletycznych mistrzostw Europy w hali Palacio de Deportes w Madrycie. Eliminacje i półfinały zostały rozegrane 22 lutego, a bieg finałowy 23 lutego 1986. Zwyciężyła reprezentantka Niemieckiej Republiki Demokratycznej Marita Koch, która tym samym obroniła tytuł zdobyty na poprzednich mistrzostwach.

## Rezultaty

### Eliminacje
Rozegrano 3 biegi eliminacyjne, do których przystąpiło 12 biegaczek. Awans do półfinałów dawało zajęcie jednego z pierwszych dwóch miejsc w swoim biegu (Q). Skład półfinałów uzupełniły dwie zawodniczki z najlepszym czasem wśród przegranych (q).
Opracowano na podstawie materiału źródłowego.
Bieg 1
| Miejsce | Zawodniczka     | Czas  | Uwagi |
| ------- | --------------- | ----- | ----- |
| 1       | Marita Koch     | 23,04 | Q     |
| 2       | Iryna Slusar    | 23,68 | Q     |
| 3       | Jennifer Stoute | 24,25 |       |
| 4       | Cwetanka Iliewa | 24,29 |       |

Bieg 2
| Miejsce | Zawodniczka       | Czas  | Uwagi |
| ------- | ----------------- | ----- | ----- |
| 1       | Kirsten Emmelmann | 23,34 | Q     |
| 2       | Ewa Kasprzyk      | 23,37 | Q     |
| 3       | Fabienne Ficher   | 24,17 | q     |
| 4       | Gerda Haas        | 24,68 |       |

Bieg 3
| Miejsce | Zawodniczka     | Czas  | Uwagi |
| ------- | --------------- | ----- | ----- |
| 1       | Ewa Pisiewicz   | 23,65 | Q     |
| 2       | Sabine Rieger   | 24,05 | Q     |
| 3       | Blanca Lacambra | 24,16 | q     |
| 4       | Rossella Tarolo | 24,34 |       |

### Półfinały
Rozegrano 2 biegi półfinałowe, w których wystartowało 8 biegaczek. Awans do finału dawało zajęcie jednego z dwóch pierwszych miejsc w swoim biegu (Q).
Opracowano na podstawie materiału źródłowego.
Bieg 1
| Miejsce | Zawodniczka     | Czas  | Uwagi |
| ------- | --------------- | ----- | ----- |
| 1       | Marita Koch     | 22,89 | Q     |
| 2       | Ewa Pisiewicz   | 23,33 | Q     |
| 3       | Iryna Slusar    | 23,46 |       |
| 4       | Fabienne Ficher | 24,38 |       |

Bieg 2
| Miejsce | Zawodniczka       | Czas  | Uwagi |
| ------- | ----------------- | ----- | ----- |
| 1       | Kirsten Emmelmann | 23,25 | Q     |
| 2       | Ewa Kasprzyk      | 23,26 | Q     |
| 3       | Sabine Rieger     | 23,83 |       |
| 4       | Blanca Lacambra   | 24,14 |       |

### Finał
Opracowano na podstawie materiału źródłowego.
| Miejsce | Zawodniczka       | Czas  |
| ------- | ----------------- | ----- |
| 1       | Marita Koch       | 22,58 |
| 2       | Ewa Kasprzyk      | 22,96 |
| 3       | Kirsten Emmelmann | 23,28 |
| 4       | Ewa Pisiewicz     | 23,63 |